# 富山村 (島根県)
富山村（とみやまむら）は、島根県安濃郡にあった村。現在の大田市、出雲市の一部にあたる。

## 地理
- 河川：田儀川[1]
- 山岳：要害山[1]

## 歴史
- 1889年（明治22年）4月1日、町村制の施行により、安濃郡神原村、山中村、才坂村が合併して村制施行し、富山村が発足[1][2]。
- 1954年（昭和29年）4月1日、富山村を二分割し、大字山中・才坂・神原（一部）が大田市に、大字神原（一部）が簸川郡田儀村にそれぞれ編入され廃止[1][2]。

### 地名の由来
重蔵山城主・富永山城守にちなむ。

## 産業
- 農業、林業、畜産[1]。